# 正青春
《正青春》（英語：Fighting Youth），原名《标化人生》，是一部2021年中國大陸電視劇，由牟晓杰执导，陈岚编剧，吴谨言、殷桃领衔主演，何润东、洪尧、章涛、张南主演，左小青、刘敏涛特别主演的都市职场剧。2021年1月24日在浙江卫视和东方卫视播出。
该剧讲述了职场女性充满荆棘与坎坷的晋升之路，在尔虞我诈之中收获泪水与成长，并最终成为成功企业管理人员的故事。
林睿，知名化妝品公司SW華東區銷售總監，時尚幹練、強悍果敢，職場路徑標準化，已引起法國總部的注意，成為取代老闆舒婉婷的最大威脅。舒婉婷為了制衡林睿，將一直與其勢均力敵的競爭對手方靜調到華東區，並任命其為二部的銷售總監，一場沒有硝煙的銷售業績戰拉開帷幕。出身平平的職場新人章小魚誤打誤撞進入SW，成為林睿的助理，在林睿的指導下完成了職場新人到非凡的蛻變，並且邂逅了屬於自己的愛情。女性的職場晉升之路充滿荊棘與坎坷，卻也在淚水中獲得成長，不論舒婉婷、林睿還是章小魚，不論職場還是生活，向陽而生的女性們都在為自己的夢想披荊斬棘，成為自己人生裡的女王。
该剧被列入《庆祝新中国成立70周年推荐播出参考剧目名单》和列入北京广播电视网络视听发展基金扶持作品名。

## 演员列表

### 主要演员
| 演員   | 角色   | 介紹 |
| 吴谨言 | 章小魚 | 專櫃實習生→銷售一部總監助理→銷售一部經理→一部臨時領導→銷售一部總監 SW华东销售一部总监助理。二本畢業，原本在學歷上沒有優勢，但卻因出生在義烏批發商家庭，自小耳濡目染，擁有一身砍價“神技能”和推銷秘籍，而誤打誤撞成為了SW銷售一部總監林睿的助理。在林睿的帶領下，章小魚憑藉敢拼敢闖的韌勁兒最終實現了個人的職業理想。 中後期因誤會林睿做過違心之事，又不賞識自己，加上父親破產，章小魚轉到L&D工作。結果又不幸遭賽蓮娜陷害，最後辭職。 最後跟林睿重修舊好。 |
| 殷桃   | 林睿   | 銷售一部總監→中國區代總裁→中國區總裁 SW华东销售一部总监。職場女精英，時尚幹練，是一位自信果敢的中層領導者，她不懼定義，知難而進，展現出職場女性打破偏見、鋒利自信的無限潛能。無懼職場天花板，勇於打破外界的種種標籤與偏見，掙脫一切桎梏，依靠自己的能力與團隊的力量，實現職場新突破。 雖然表面很堅強，內心卻異常軟弱，一直無法原諒小時候母親拋棄自己，直至母親離世亦無上前與之對話。                                                                     |

### 其他演员
| 演員   | 角色   | 介紹 |
| 章涛   | 金小贝 | 上海仁泰企业继承人。以调酒师的身份出现，他一直在留意林睿，林睿刚开始对他不为所动，觉得金小贝是一个愣头青，后来金小贝每天都会给林睿送早餐，在林睿胃不舒服的时候，会准备好胃药，他这种贴心的行为，也彻底打动了林睿的心，林睿最后也决定接受这段感情。 |
| 何润东 | 温哲   | 投資家，上海仁泰企业 总经理。職業經理人，是一個善於玩弄資本的大佬，雖然不知道具體身價多少個億，但是收購公司就像買菜一樣隨便也會讓很多涉世未深的女孩子側目，但是在溫哲眼裡，這些女孩子即使是顏值身材性格學歷都過了自己這一關，也過不了自己歷史系教授老爹的這一關。 曾經深愛赛琳娜，後來因為前程分道揚鑣；之後在工作時愛上文佳妮，卻被她們利用，所以對女人都有保留，直至遇到章小魚，被她天真浪漫的性格打動，很想得到她。 |
| 張衣   | 孟凡   | SW華南区總經理→亚太区总裁 一直針對舒婉婷，卻無發現自己亦是SW法國總部的一枚棋子。 |
| 赵久毅 | 谭伟伦 | SW亚太区总裁助理 被凌潇潇迷倒，不時向其透露SW高層消息。 |
| 刘敏涛 | 舒婉婷 | 華東區總經理→中國區總裁 SW華东區总經理，SW中国區总裁，自帶一種威嚴的氣場，雖然嘴角是上揚的，但是給人一種不寒而栗的感覺。她為了自己的工作，放棄了自己的家庭讓自己的兒子一人生活，舒婉婷雖然表面上總是一副雲淡風輕的模樣，但是內心早就開始產生危機。為了平衡公司權力，一直在林睿和方靜之間搖擺，卻沒想到自己亦是總部平衡中國部權力的一顆棋子。當看清一切事情真相後，決定辭職陪兒子去歐洲完成學業。                       |
| 王紫潼 | 蔡蔡姐 | SW华东销售一部总监助理 非常受林睿信任。 |
| 王秀竹 | 董欣然 | 前台→銷售一部人員→銷售一部總監助理 SW华东前台，後為销售一部销售。擁有靚麗外表的同時，還秉持著清醒的三觀，堪稱雙商齊高。在初次遇見職場小白章小魚之際，董欣然懟人語錄持續上線。但當接受章小魚的幫助後，她便口嫌體正直地開始引導新人成長，帶領她熟悉真正的職場。面對愛情，董小姐更是清醒直接，一番對於婚姻的敘述完美說出職場女性的心聲，讓人倍感共情。                                                                    |
| 左小青 | 方静   | SW华东销售二部总监。打著為愛行走的名義，從華南區調到華東區，憑藉強大的個人魅力成功拉走了林睿的半支隊伍和她分庭抗禮。方靜和林睿最大的不同就是林睿只知做業績，方靜卻懂人際關係。她明白，處理好人際關係，事半功倍。但後來手段愈來愈卑鄙，屢次策劃陷害林睿和章小魚，最終在爭奪中國區總裁時落敗，因陷害林睿不果後被辭退。 及後加入成為 L&D中國區總裁，打算從頭開始，誰料被賽蓮娜陷害，最終請辭。                            |
| 欧阳佳 | 孙娜娜 | 銷售一部人員→銷售二部經理 SW华东销售二部销售，因設計陷害林睿和章小魚後被辭退。 |
| 张南   | 凌潇潇 | 銷售二部總監助理→二部臨時領導 SW华东销售二部总监助理，二部臨時領導。留學海歸。凌瀟瀟外表光鮮亮麗，溫婉美麗，又是名校留學生，專業能力過硬，實際上家境貧寒，渴望實現階級的跨越，為此哀求自己的舅舅提供了她留學的學費。她為求達到目的，在有男朋友的情況仍然接受谭伟伦，不擇手段，與方靜和孙娜娜狼狽為奸。 可是後來，她發現谭伟伦真心對她好，於是願意認真對待感情，甚至懷有譚的孩子。                                      |
| 洪尧   | 但丁   | IT程序员，喜歡電腦軟件編程和設計。在章小魚與男朋友分手時，但丁仗義出手稱自己是章小魚男友。但丁之後便與章小魚成為朋友，兩個人都喜歡游戲，而且還是同個戰隊。但丁慢慢地了解章小魚，覺得章小魚太優秀，但丁覺得自卑，認為配不上章小魚。 最後憑藉自己努力，成功賺錢，跟章小魚在一起。 |
| 徐洁儿 | 赛琳娜 | 温哲前女友，L&D亞太區總裁 善於玩弄人心，在挖角章小魚及方靜後，又惟恐兩人坐大，故使計令章小魚造成公司龐大損失，繼而引咎辭職。 |